# Francesc Rossetti i Sánchez
Francesc Rossetti i Sánchez (Mataró, Maresme, 16 de gener de 1892 - Malgrat de Mar, Maresme, 16 de juny de 1978) fou un escriptor i polític català.
Era fill d'Albert Rosetti i Clarós i Glòria Sánchez Soler, provinents de Barcelona. L'any 1913 apareix el seu primer poema "Tristezas del corazon" al semanari cultural Replica artistica.
L'any 1918, Rosetti dirigeix la campanya de propaganda a les eleccions a Corts Generals de Manuel Serra i Moret, socialista i alcalde de Pineda de Mar, el qual el proposa com a secretari de l'Ajuntament l'any 1920. Es casa amb Francesca Boadas i Marquès el 1922 i el 1924 ell i la seva dona tornen a Mataró. Allà aconsegueix el segon lloc a les eleccions municipals celebrades el 12 d'abril, per la coalició republicano-socialista. Com a tinent d'alcalde crea l'Arxiu Històric, inaugura la Biblioteca del Parc i reforma el Parc Central.
Acabada la guerra serà empresonat i depurat. L'any 1940 es posa en llibertat i se li prohibeix viure a Mataró. És llavors quan es trasllada a Malgrat de Mar. A Malgrat, ja retirat, continua escrivint, i guanya el XV premi literari de Mataró.
Va participar diverses vegades als Jocs Florals de Barcelona i dirigí la revista Mediterrània de Mataró. Publicà uns deu llibres de poemes de caràcter simbolista i popular.

## Obra

### Poesia
- El camí, 1971
- Joglaries, 1974
- Elegíaques, 1978

Poemes presentants als Jocs Florals de Barcelona
- Cançó de l'arrogant pirata, 1920
- Llegenda del vel de la reina, 1920
- Galanies, 1920
- Rapsodia de l'ametller florit, 1922
- Confessió, 1924
- Plany, 1924
- El cavaller del Pler, 1926
- El Paladí de l'ardidesa, 1928
- Història de l'abadessa turmentada, 1934

### Teatre
- El natalici, 1927
- El vestit nou de l'emperador, 1958